# Перелік видів харчових добавок
Харчові добавки можна розділити на кілька груп, хоча між ними є деякі збіги.

## Кислоти
Харчові кислоти додають, щоб зробити смак «гострішим», а також вони виступають як консерванти й антиоксиданти. Загальні харчові кислоти включають оцет, лимонну кислоту, винну кислоту, яблучну кислоту, фумарову кислоту і молочну кислоту.

## Підкислювачі
Регулятори кислотності використовуються для зміни або для іншим чином контролювання кислотності і лужності продуктів харчування.

## Агенти проти злежування
Агенти проти злежування утримують порошкові продукти, такі як сухе молоко від спікання або прилипання, від утворення грудок.

## Піногасники
Піногасники зменшують або запобігають спінюванню в продуктах харчування.

## Антиоксиданти
Антиоксиданти, такі як вітамін С діють як консерванти, пригнічуючи наслідки впливу кисню на продукти харчування, і можуть бути корисними для здоров'я.

## Наповнювачі
Наповнювачі, такі як крохмаль є добавками, які збільшують об'єм основної частини їжі, не впливаючи істотно на її поживну цінність.

## Харчові барвники
Барвники додаються в їжу для заміни кольору який втратився під час приготування їжі, або для приготування їжі з метою щоб продукти харчування виглядали більш привабливо.

## Агенти кольоростійкості
На відміну від барвників, це засоби для збереження кольору, щоб зберегти існуючий колір їжі.

## Емульгатори
Емульгатори допускають попадання води і масла, щоб залишитися змішаними в емульсію, як в майонезі, морозиві, і гомогенізованому молоці.

## Ароматичні добавки
Ароматичні добавки надають їжі особливий смак або запах, і можуть бути отримані з натуральних інгредієнтів або створені штучно.

## Підсилювачі смаку
Підсилювачі смаку зміцнюють існуючі смаки їжі. Вони можуть бути витягнуті з природних джерел (за рахунок перегонки, екстракції розчинниками, мацерації, поряд з іншими методами) або створені штучно. Сіль не є підсилювачем смаку.

## Агенти борошна
Агенти борошна додають до борошна для поліпшення його кольору або якостей його використання в випічці.

## Скління агенти
Скління агенти (глазурувальні добавки) забезпечують блискучий зовнішній вигляд або захисне покриття.

## Зволожувачі
Зволожувачі (вологоутримуючі агенти) сприяють запобіганню продуктів від висихання.

## Індикаторні гази
Ці гази дозволяють проводити тестування пакету на цілісність з метою вбереження продуктів харчування від дії атмосфери, таким чином гарантуючи термін придатності.

## Консерванти
Консерванти запобігають або гальмують псування їжі від діяльності грибків, бактерій та інших мікроорганізмів.

## Стабілізатори
Стабілізатори, загусники і желюючі агенти, такі як агар або пектин (використовується в варенні наприклад) дають їжі більш міцну структуру. Хоча вони не є істинними емульгаторами, вони допомагають стабілізувати емульсії.

## Підсолоджувачі
Підсолоджувачі додаються в їжу для ароматизації. Підсолоджувачі, крім цукру додають в їжу для збереження низької енергетичності їжі (калорій), або тому що вони мають позитивні наслідки при цукровому діабеті, карієсу та діареї.

Див. також: Їжа#Підсолоджувачі, Підсолоджувачі

## Загусники
Загусники — це речовини, які при додаванні до суміші, призводять до підвищення її в'язкості без істотної зміни інших властивостей суміші.
Кофеїн та ін. в цілому визнані безпечними добавками.